# Peter Gerhard Roeser
Peter Gerhard Roeser (geboren 30. Dezember 1814 Mülheim am Rhein; gestorben 2. Juli 1865 ebenda) war ein deutscher Zigarrenarbeiter, Kommunist und frühes Mitglied des ADAV.

## Leben
Peter Gerhard Roeser war der Sohn des Seidenwebermeisters Johann Roeser und dessen Frau Anna Helene, geb. Klein. Er hatte zwei Brüder: Franz Josef Roeser (* 1812) und Johann Michael Roeser (* 1817; † 1818). Peter Gerhard besuchte einige Jahre die Volksschule seiner Heimatstadt. Hier lernte er auch die späteren Angeklagten im Kölner Kommunistenprozess Peter Nothjung und Dr. med. Johann Jacob Klein kennen.
Nach seiner Volljährigkeit ging er auf Wanderschaft in lernte bis 1842 in Aachen, Düsseldorf und Köln in verschiedenen Tabaksmanufakturen. Er heiratete 1842 Katharina (1798–1858), die Ehe blieb kinderlos. 1842 wurde er durch die Zahlungsunfähigkeit der Firma Stommel arbeitslos. Durch eine gleichzeitige Erbschaft nach dem Tod seines Schwiegervaters konnte er sich als Zigarrenfabrikant selbstständig machen. Durch die Wirtschaftskrise von 1846 und die dann eintretenden Verluste musste er 1849 sein Geschäft aufgeben. Er wurde Mitglied der Demokratischen Gesellschaft und des „Vereins der Arbeiter und Arbeitgeber“. In dem Verein für Arbeiter und Arbeitgeber lernte er Hermann Becker kennen. Im Juni 1848 trat Roeser aus dem Verein aus: „weil man den Arbeitern in diesem Verein weniger Rechte einräumte, als die Arbeitgeber für sich in Anspruch nahmen“. Nachdem Joseph Moll am 6. Juli 1848 zum Vorsitzenden des Kölner Arbeitervereins gewählt wurde, trat Roeser dem Verein bei, weil „der Arbeiterverein eine entschiedene Richtung“ jetzt verfolgte. Am 4. September 1848 gehörte er zu dem 25-köpfigen Komitee des Vereins, der die Volksversammlung in Worringen vorbereiten sollte. In Köln spitzte sich die Situation zu, so dass der Belagerungszustand am 26. September ausgerufen wurde und die von Karl Marx geleitete Neue Rheinische Zeitung verboten wurde. Moll verfloh vor der Verhaftung und Karl Schapper und Hermann Becker wurden verhaftet. Deshalb übernahm Roeser provisorisch den Vorsitz des Vereins. Am 12. Oktober schlug die Vereinsführung Marx als Vereinspräsidenten vor. Am 22. Oktober wurde Marx als Präsident und Roeser als Vizepräsident bestätigt. Gleichzeitig wählte man Roeser als Vertreter des Arbeitervereins in den „Demokratischen Kreisausschuß“. Es folgt ein Verbot der „Zeitung des Arbeitervereins zu Köln“. Daraufhin wurde die Zeitung „Freiheit, Brüderlichkeit, Arbeit“ als neues Organ des Vereins gegründet, die vom 26. Oktober bis 31. Dezember 1848 von Roeser herausgegeben wurde. Nachdem Schapper aus der Haft entlassen worden war, trat Roeser als Vize-Präsident Mitte November zurück und Schapper wurde gewählt. Während der aus der Haft entlassene Vereinsgründer Andreas Gottschalk im Dezember 1848 sich gegen eine Beteiligung des Arbeitervereins an den Wahlen zur Zweiten preußischen Kammer aussprach, war die Mehrheit des Vereins, darunter auch Marx und Roeser, dafür. Am 28. Februar 1849 wurde Schapper als Präsident und Roeser als Vize-Präsident des Vereins gewählt. Um diese Zeit (Karneval 1849) trat Roeser dem Bund der Kommunisten bei. Nachdem am 19. Mai Marx aus Köln ausgewiesen wurde und auch Schapper das gleiche Schicksal traf, wurde Roeser Ende Mai zum Präsidenten des Arbeitsvereins gewählt. Die letzte öffentliche Versammlung des Arbeitervereins unter dem Vorsitz von Roeser fand am 25. Juni 1849 statt. Er sprach über die Juni Revolution. Auf Grund der verschärften Vereinsgesetze wandelte sich der Verein in den „Kölner Arbeiter-Bildungsverein“ um. Während die Vereinsstatuten im § 1 festlegten: „Der Arbeiter-Bildungsverein bezweckt die Ausbildung seiner Mitglieder in wissenschaftlicher Beziehung“ warf ihm der Kölner Regierungspräsident vor ein ausgesprochener „Anhänger ultrademokratischer Grundsätze“ zu sein. Neben Roeser unterrichteten im Bildungsverein Bürgers, Dr. med. Roland Daniels, der Chemiker Carl Wunibald Otto, der Angestellte Wilhelm Joseph Reiff und Peter Nothjung. Vom Bildungsverein ist nur eine öffentliche Veranstaltung bekannt, die am 19. Dezember 1849 stattfand. Dort wurde der Freispruch von Eduard Waldeck und Johann Jacoby von der Anklage des Hochverrats gefeiert. Die preußische Verfassung vom 31. Januar 1850 bestimmte im Artikel 30 „Politische Vereine können Beschränkungen und vorübergehenden Verboten im Wege der Gesetzgebung unterworfen werden“. Die Kölner Polizei nahm das zum Anlass zu erklären, dass der Bildungsverein ein politischer sei. Da die Polizei vor Gericht scheiterte, behauptete die Polizei nun, dass der Verein eine nicht genehmigte „Privat-Unterrichtsanstalt“ sei. Da die Polizei weitere Versammlungen des Vereins verhinderte, die einen Antrag hätte stellen können, war der Verein faktisch aufgelöst. Trotzdem war Roeser weiter aktiv, so sprach er auf einer Versammlung bei dem Gastwirt Robert Clauberg in Krahenhöhe bei Solingen im Januar 1851.

### Der Kommunistenprozess 1852

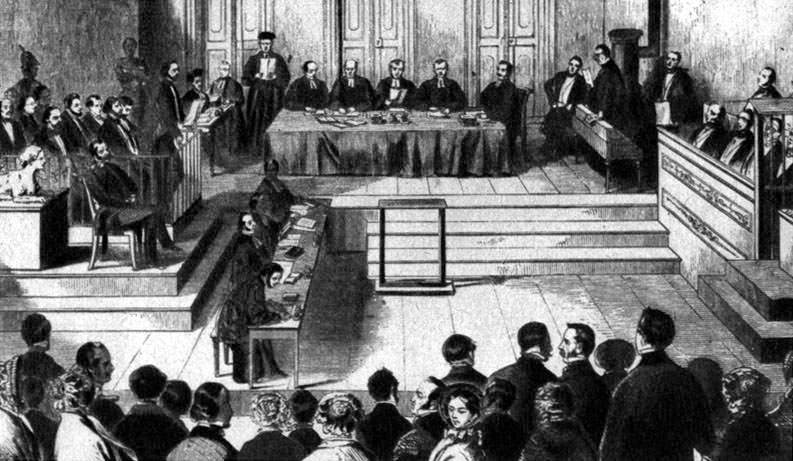
Kölner Kommunistenprozess von 1852. Links die elf Angeklagten mit ihren Verteidigern. Holzschnitt nach einer Federzeichnung von J.H.M.

Am 10. Mai 1851 wurde Peter Nothjung auf dem Hauptbahnhof in Leipzig wegen fehlender Legitimationspapiere verhaftet. Er hatte eine Vollmacht bei sich, die Roeser stark belastete. Schon einen Tag später wusste man in Köln Bescheid. So gelang es Roeser, weiteres belastendes Material zu vernichten. Am 19. Mai wurde bei ihm eine Hausdurchsuchung durchgeführt, seine ca. 80-bändige Bibliothek sozialistischer Schriften beschlagnahmt und er verhaftet. Auch sein Bruder wurde vorübergehend festgenommen. Während der Untersuchungshaft gelang es Roeser durch Bestechung eines Wärters, Briefe aus dem Gefängnis zu schmuggeln. Die Frau von Heinrich Bürgers berichtete davon in einem Brief an Ferdinand Lassalle, der am 28. Mai 18512 bei Lassalle beschlagnahmt wurde. Damit waren seine Kontakte zur Außenwelt auf lange Zeit unterbrochen.
Am 4. Oktober 1852 begann der Prozess in Köln. Angeklagt waren Röser, Heinrich Bürgers, Peter Nothjung, Wilhelm Joseph Reiff, Hermann Becker, Roland Daniels, Carl Wunibald Otto, Dr. med. Abraham Jacobi, Johann Jacob Klein, Johann Ludwig Albert Erhard, Friedrich Leßner und der abwesende Dichter Ferdinand Freiligrath. Die Anklage vertraten Otto Saedt und August Heinrich von Seckendorff. Allen Angeklagten wurde vorgeworfen, „im Laufe der Jahre 1848, 1849, 1850 und 1851 zu Köln ein Komplott gestiftet zu haben, dessen Zweck war, die Staatsverfassung umzustürzen und die Bürger und Einwohner gegen die königliche Gewalt und gegeneinander zur Erregung eines Bürgerkrieges zu bewaffnen. Verbrechen gegen Art. 87, 89 und 91 Rheinischen und § 61 Nr. 2 und § 63 des Strafgesetzbuches für die preussischen Staaten.“ In der dritten Sitzung am 7. Oktober 1852 begann das Verhör von Peter Gerhard Roesers, das auch in der folgenden Sitzung fortgeführt wurde. Roeser gab zu von Schapper 1850 in den Bund der Kommunisten aufgenommen worden zu sein, eine Teilabschrift der Märzansprache von 1850 vorgenommen zu haben, 1848 Präsident des Kölner Arbeitervereins gewesen und dass er einer der Vorsitzenden der Kölner Bundesgemeinde des Bundes der Kommunisten gewesen sei. Er machte im Prozess darauf aufmerksam, dass er „eine siebzehnmonatige isolierte Haft, eine vierteljährige Krankheit“ ohne hinreichende ärztliche Versorgung zu erdulden hatte. Er verteidigte das Manifest der Kommunistischen Partei gegenüber den politischen Zielen des Willich-Schapperschen Sonderbundes Roeser weigerte sich in der Verhandlung Reiff zu belasten.
Der Anwalt von Heinrich Bürgers und Roeser war der Anwalt und frühere Vorsitzende der Demokratischen Gesellschaft Karl Schneider II, der mit Marx in Verbindung stand.
Der Oberprokurator von Seckendorff beantragte für Roeser „acht Jahre“ ohne Anrechnung der erlittenen Untersuchungshaft. Das Gericht entschied auf „sechs Jahre“ Festungshaft. Mit dem Urteil vom 12. November 1852 wurden Roeser für fünf Jahre die bürgerlichen Ehrenrechte gemäß § 63 des preußischen Strafgesetzbuches von 1851 aberkannt. Außerdem wurde er unter lebenslange Polizeiaufsicht gestellt und musste gemeinsam mit allen anderen Verurteilten die Kosten des Prozesses tragen.

### Haft in Graudenz und Stettin
Festung Graudenz. Stettin

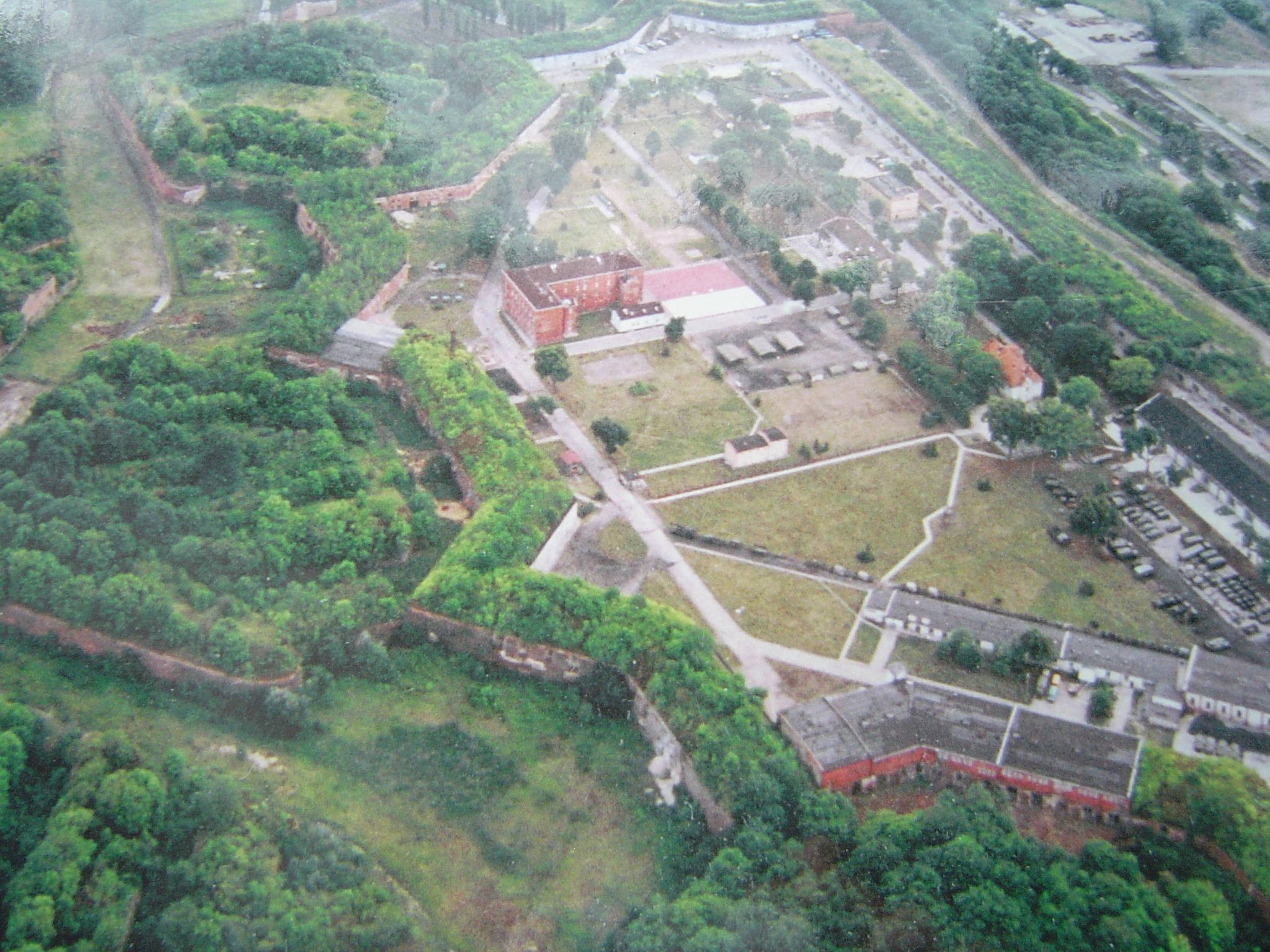
Die Festung Graudenz

Am 12. November 1858 wurde er nach Verbüßung der vollen Haftzeit entlassen. Von Stettin aus fuhr er zu Ferdinand Lassalle nach Berlin.

### Nach der Haft im ADAV
Allgemeinen Deutschen Arbeiterverein

### Steckbrief
„Größe 5 Fuß, 4 zoll preuß. Maß Haare: blond, weiß melirt Stirn: schmal Augen: blau Nase: stumpf Mund: gewöhnlich Bart: blond Gestalt: mittler.“

## Werke
- Freiheit, Brüderlichkeit, Arbeit. Organ des Arbeitervereins. Verantwortlicher Redakteur W. Prinz. Köln Nr. 1 vom 26. Oktober 1848 bis Nr. 20 vom 31. Dezember 1848. Verleger P. G. Roeser (Reprint Detlev Auvermann, Glashütten i. Ts. 1979)
- Unter der Ueberschrift: Ein ‚Organ der Demokratie‘. In: Zeitung des Arbeiter-Vereines zu Köln. Nr. 10 vom 25. Juni 1848, S. [91–92]
- Unter der Ueberschrift: Ein ‚Organ der Demokratie‘. In: Zeitung des Arbeiter-Vereines zu Köln. Nr. 12 vom 6. Juli 1848, S. [108]
- An die 31 Bürgergardisten der 7. Compagnie. In: Zeitung des Arbeiter-Vereines zu Köln. Nr. 15 vom 16. Juli 1848, S. [120]

## Briefe
- Peter Gerhard Roeser an Karl Marx 18. Juni 1850[20][21]
- Roeser an die Zentralbehörde des Bundes in London 18. Juli 1850[22][23]
- Peter Gerhard Roeser an Karl Marx 14. September 1850[24][25]
- Peter Gerhard Roeser an Karl Marx 25. September 1850[26][27]
- P. G. Roeser, H. Bürgers, C. W. Otto an die ehemalige Zentralbehörde in London 5. Oktober 1850.[28]
- Peter Gerhard Roeser an Karl Marx 2. November 1850[29][30]
- Peter Gerhard Roeser und Heinrich Bürgers an Peter Nothjung 27. Dezember 1850[31][32]
- Peter Gerhard Roeser an Ferdinand Lassalle 31. März 1851. Digitalisat[33]
- Peter Gerhard Roeser an Ferdinand Lassalle 9. Dezember 1858. Digitalisat
- Ferdinand Lassalle an Peter Gerhard Roeser [12. Mai 1863.][34]